# L'été indien
L'été indien (in francese: Estate indiana) è un brano musicale di Joe Dassin, scritto da Toto Cutugno, Vito Pallavicini, Graham Stuart Johnson, Pasquale Losito e, per la versione in francese Pierre Delanoë e Claude Lemesle.
La canzone è una cover della canzone "Africa" di Toto Cutugno, Vito Pallavicini, Pasquale Losito e Sam Ward (originariamente pubblicata da Albatros di Toto Cutugno). Il brano è stato adattato in francese da Claude Lemesle e Pierre Delanoë, arrangiato da Johnny Arthey e prodotto da Jacques Plait.
L'Été indien è stato il più grande successo di Dassin, il disco ha venduto quasi 2 milioni di copie in tutto il mondo.
La canzone parla dei bei ricordi della sua amante, che aveva incontrato durante un'estate indiana, ma con la quale ormai ha perso i contatti.
Nel 2002 il brano è stato ripreso dal progetto italodance B-1 feat. Maverick, al secolo Luca Piazzon e Marco Sfratato, con la produzione artistica della Dancework di Fabrizio Gatto, con il nome Indian Summer.

## Colonna sonora
- Il brano fa parte della colonna sonora del film Le Skylab di Julie Delpy